# 城关镇 (礼县)
城关镇，是中华人民共和国甘肃省陇南市礼县下辖的一个乡镇级行政单位。

## 行政区划
城关镇下辖以下地区：
北关社区、西城社区、东关社区、南关社区、水城社区、和平社区、东新社区、后牌村、石碑村、土山村、新关村、南关村、北关村、小北村、杨磨村、甘沟村、东台村、李崖村、王林村、中梁村、马山村、新田堡村、冯崖村、马连村、石寨村、石岭村、祁窑村、磨石村、下川村、上川村、周家山村、圆顶山村、陈家村、杨河村、高家村、青林寺村、常间村、油房村、刘沟村和贾胡村。